# 인천백운초등학교
인천백운초등학교는 대한민국 인천광역시 부평구에 있는 공립 초등학교이다.

## 학교 연혁
- 2000년 9월 1일: 개교
- 2009년 9월 5일 백운관 개관

## 참고 자료
- 인천백운초등학교 - 한국교육학술정보원 학교알리미